# Provincia segreta
Provincia segreta è una serie televisiva co-prodotta fra Italia e Germania nel 1998, distribuita da Rai, Splendida Produzioni Internazionali e Taurus Film, diretta da Francesco Massaro e basata su un racconto di Rodolfo Sonego.

## Trama
Protagonista delle due miniserie è il giudice Girotti, interpretato da Andrea Giordana, che nella prima serie è affiancato dalla giornalista Raffaella Granelli, interpretata da Isabella Ferrari. Il giudice Girotti indaga all'interno dell'entroterra veneto su alcuni misteriosi delitti. Le riprese della fiction sono state effettuate nei dintorni di Lucca e in provincia di Treviso (ad esempio alla stazione ferroviaria di Castelfranco Veneto, a Serravalle di Vittorio Veneto e a Treviso città).

### Prima stagione
Un festino tra tre notabili, l'imprenditore Dorigo, il commerciante Cagnato e il medico Del Prà, e tre donne del trevigiano sembra finire in tragedia, con un malore di una delle tre donne, una misteriosa rossa, e l'occultamento della sua salma. Una prostituta, Gemma, era una delle tre ragazze, e presente ai fatti chiama la redazione di un piccolo giornale, cercando di parlare con un giornalista suo cliente, Giacomo, facendo invece partire le indagini della giornalista Granelli, fidanzata di Giacomo. La Granelli si attiva col Giudice Girotti, ma in apparenza mancano i riscontri. Il mistero si infittisce: la prostituta Gemma ritratta le sue dichiarazioni, e muore l'ultima ragazza del terzetto, una barista, in un anomalo incidente stradale. Nel mentre qualcuno ricatta Dorigo (Roberto Alpi), il più ricco ed il più esposto dei tre notabili, in quanto separato dall'erede della facoltosa famiglia Zagato. Nel frattempo Giacomo, anziché partire per l'India, come aveva preannunciato, si nasconde presso casa della zia materna, a cui sembra legarlo un morboso rapporto, ed esce di notte solo per incontrarsi con la prostituta Gemma.

#### Seconda stagione
Dario Stabili (Massimo Ciavarro), uno dei membri della flotta aerea della ricchissima famiglia Canevari e pilota muore avvelenato insieme a due ragazze in un casale lungo il fiume Sile, dopo una serata insieme a due suoi colleghi piloti ed una terza ragazza bionda, la cui identità è un mistero e che sembra scomparsa. Cosa ha detto al telefono poco prima di morire lo Stabili al rampollo Canevari (Marco Vivio), visto che il ragazzo subito dopo ha avuto una gravissima crisi epilettica? Nel mentre emergono i dissidi d'affari tra i coniugi Canevari, ognuno preso da un misterioso spasimante, mentre il loro figlio fa amicizia con Nina, squattrinata sorella del defunto Dario. Nel frattempo la spasimante di Dario, che lavora anche lei per i Canevari, si disfa, con la complicità del suo fidanzato ufficiale, della sua vettura Fiat Uno, unico elemento noto ai colleghi di Dario per rintracciarla. Ad indagare tutto questo é sempre il giudice Girotti.

## Episodi
| Stagione         | Episodi | Prima TV Italia |
| ---------------- | ------- | --------------- |
| Prima stagione   | 3       | 1998            |
| Seconda stagione | 2       | 2000            |

## Distribuzione
Le trasmissioni della serie sono iniziate il 13 gennaio 1998 e andarono in onda per tre puntate su Rai 2. Nel maggio 2000 sono andate in onda le due puntate della seconda serie, Provincia segreta 2.